# Бодики
Бодики (слч. Bodíky, мађ. Nagybodak) насељено је мјесто са административним статусом сеоске општине (слч. obec) у округу Дунајска Стреда, у Трнавском крају, Словачка Република.

## Становништво
| Година:    | 1994. | 2004.    | 2014.   | 2024.    |
| ---------- | ----- | -------- | ------- | -------- |
| Број људи: | 362   | 288      | 268     | 296      |
| Разлика:   |       | -20,44 % | -6,94 % | +10,44 % |

| Година:    | 2023. | 2024. |
| ---------- | ----- | ----- |
| Број људи: | 296   | 296   |
| Разлика:   |       | +0 %  |

Према подацима о броју становника из 2011. године насеље је имало 283 становника.